# Marduk-apla-iddina II

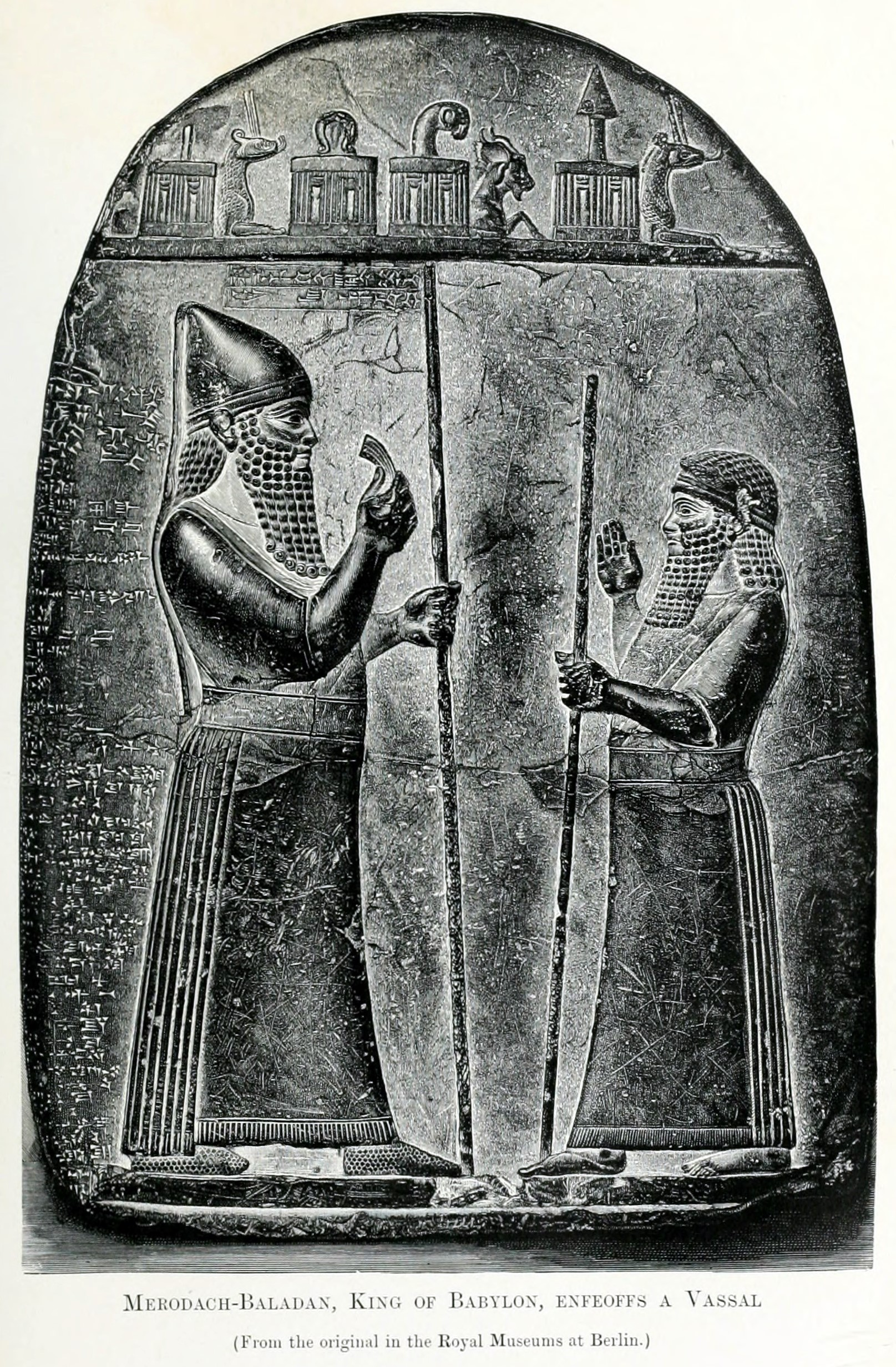
Marduk-apla-iddina ger land till en vassal.

Marduk-apla-iddina II, bibliskt namn Merodak-Baladan, var en kaldeisk härskare som tidvis regerade Babylon under 700-talet f.Kr. Namnet är akkadiska och betyder "guden Marduk har givit en son".
Marduk-apla-iddina var en lokal makthavare i södra Babylonien och ledde flera uppror mot Assyrien. Genom att alliera sig med andra fiender till den assyriska kungen Sargon II lyckades Marduk-apla-iddina bli kung av Babylon år 721 f.Kr. Assyrierna återtog Babylon 710 f.Kr. men i samband med Sargon II:s död genomförde Marduk-apla-iddina en ny resning mot deras styre. Detta uppror blev dock kortlivat och efter nio månader besegrades Marduk-apla-iddina av assyrierna utanför staden Kish, varefter han flydde till landet Elam. Marduk-apla-iddina dog ett par år senare i exil.